# Штефан Дьорфлінгер
Штефан Дьорфлінгер (нім. Stefan Dörflinger; народився 23 грудня 1948 у Нагольді, Німеччина) — швейцарський мотогонщик, учасник чемпіонату світу з шосейно-кільцевих мотогонок MotoGP, чотириразовий чемпіон світу: двічі в класі 50сс (1982-1983) та двічі — у 80сс (1984-1985). Найуспішніший мотогонщик Швейцарії.

## Кар'єра
Штефан Дьорфлінгер виграв чотири поспіль чемпіонату світу з шосейно-кільцевих мотоперегонів MotoGP: у 1982 і 1983 роках він став чемпіоном у класі 50сс, а після зміни цього класу на 80сс, виграв двічі і цей чемпіонат. Загалом його гоночна кар'єра тривала 18 сезонів.
Наприкінці п'ятдесятих років минулого століття Штефан Дьорфлінгер переїхав з батьками з рідного Нагольда до Швейцарії. Там він закінчив свій останній навчальний рік в школі, отримав освіту лаборанта-хіміка та один рік пропрацював за освітою. У 1970 році він дебютував в мотогонках у класі початківців, де досить швидко доріс до міжнародного рівня.

### Дебют у MotoGP
У чемпіонаті світу з шосейно-кільцевих мотоперегонів MotoGP Штефан дебютував у 1973 році, взявши участь у гонці класу 50сс в Монці, де зайняв 10 місце. Його дебют збігся з трагічною подією: під час заїзду в класі 250сс загинули Ярно Саарінен та Ренцо Пасоліні Для Дьорфлінгера, як і для багатьох гонщиків на той момент постала дилема про продовження кар'єри: чи завершити її, чи продовжувати виступи. Швейцарець обрав останній варіант.
За часи виступів, Штефан, не в останню чергу з міркувань економії, виступав у найлегших класах чемпіонату: 50сс, 80сс та 125сс. Незважаючи на велику відмінність між тодішніми та теперішніми мотоциклами (тодішні були набагато небезпечнішими), була також і одна спільна важлива риса: гонщики без підтримки сильного спонсора практично не мали і не мають жодних шансів на перемогу. Перші роки Дьорфлінгер на мав такої підтримки, тому він, хоч і демонстрував непогані результати, не міг виграти ні гонку, ні чемпіонат загалом.

### Золота ера
У 1980 році Штефан, нарешті, здобув свою першу перемогу: під час Гран-Прі Бельгії, яке відбувалось на Зольдері у гонці в класі 50сс він зміг обійти майбутнього чемпіона Еугеніо Лаззаріні та француза Іва Дюпона. Вигравши у сезоні ще Гран-Прі Західної Німеччини, Дьорфлінгер зайняв у загальному заліку 2-е місце, поступившись чемпіону лише 2-ма очками. Результати сезону довели, що швейцарець готовий виграти титул.
Так почалась друга половина довгої кар'єри спортсмена, і ця друга половина була більш успішною, ніж перша. Зараз важко уявити, щоб гонщик легкого класу міг бути конкурентним у віці більше 28 років. Тоді ж Штефану, на момент першої перемоги у гонці виповнився 31-й рік.
Коли за опіку над Штефаном взявся Майкл "Майк" Краузер (найбільший виробник навісного обладнання для мотоциклів свого часу), почався найуспішніший період його кар'єри. Чотири світових титулів поспіль, з 1982 по 1985, були нагородою за стійкість, яку завжди демонстрував швейцарець.
Після сезону 1984 клас 50 куб.см був замінений класом 80 куб.см. Він не набагато відрізнявся від класу 125сс, тому після сезону 1989 року був виключений з програми чемпіонату світу. Штефан Дьорфлінгер, який відсвяткував своє 40-річчя, провів ще два оки у класі 125сс, після чого повісив шолом на цвях, щоб присвятити себе іншому своєму хобі, рибалці, у 1990 році.

### Оцінка кар'єри
За часи виступів відзначався характерним стилем їзди, який базувався на основі законів гірськолижного спорту. Дьорфлінгер вважається одним з останніх естетів і художників в мотогонках. Лише через 20 років після його перемоги у 1985 році, інший швейцарець, Томас Люті, у 2005 зміг виграти чемпіонат світу MotoGP (в класі 125сс).

## Статистика виступів

### MotoGP
Система нарахування очок, яка діяла у період 1969-1987 років:
| Місце | 1  | 2  | 3  | 4 | 5 | 6 | 7 | 8 | 9 | 10 |
| Очки  | 15 | 12 | 10 | 8 | 6 | 5 | 4 | 3 | 2 | 1  |

Система нарахування очок, яка діяла у період 1988-1992 років:
| Місце | 1  | 2  | 3  | 4  | 5  | 6  | 7 | 8 | 9 | 10 | 11 | 12 | 13 | 14 | 15 |
| Очки  | 20 | 17 | 15 | 13 | 11 | 10 | 9 | 8 | 7 | 6  | 5  | 4  | 3  | 2  | 1  |

#### В розрізі сезонів
| Сезон  | Клас   | Мотоцикл          | Гонки | Пер | Под | ПП | Очки | Місце |
| ------ | ------ | ----------------- | ----- | --- | --- | -- | ---- | ----- |
| 1973   | 50cc   | Kreidler          | 2     | 0   | 1   | 0  | 11   | 11    |
| 1974   | 50cc   | Kreidler          | 6     | 0   | 0   | 0  | 25   | 9     |
| 1975   | 50cc   | Kreidler          | 4     | 0   | 2   | 0  | 31   | 6     |
| 1976   | 50cc   | Kreidler          | 4     | 0   | 1   | 0  | 25   | 7     |
| 1976   | 125cc  | Morbidelli        | 4     | 0   | 0   | 0  | 23   | 9     |
| 1977   | 50cc   | Kreidler          | 4     | 0   | 0   | 0  | 24   | 6     |
| 1977   | 125cc  | Morbidelli        | 7     | 0   | 0   | 0  | 32   | 9     |
| 1978   | 50cc   | Kreidler          | 3     | 0   | 1   | 0  | 24   | 6     |
| 1978   | 125cc  | Morbidelli        | 4     | 0   | 0   | 0  | 17   | 13    |
| 1979   | 50cc   | Kreidler          | 2     | 0   | 1   | 0  | 18   | 10    |
| 1979   | 125cc  | Morbidelli        | 6     | 0   | 1   | 1  | 35   | 11    |
| 1980   | 50cc   | Kreidler Van Veen | 6     | 2   | 5   | 0  | 72   | 2     |
| 1980   | 125cc  | MBA               | 4     | 0   | 0   | 0  | 13   | 13    |
| 1981   | 50cc   | Kreidler Van Veen | 4     | 1   | 4   | 4  | 51   | 3     |
| 1981   | 125cc  | MBA               | 4     | 0   | 1   | 0  | 27   | 11    |
| 1982   | 50cc   | Kreidler          | 6     | 3   | 6   | 5  | 81   | 1     |
| 1982   | 125cc  | MBA               | 1     | 0   | 0   | 0  | 3    | 24    |
| 1983   | 50cc   | Krauser           | 7     | 3   | 6   | 4  | 81   | 1     |
| 1983   | 125cc  | MBA               | 9     | 0   | 0   | 0  | 3    | 23    |
| 1984   | 80cc   | Zündapp           | 8     | 4   | 5   | 5  | 82   | 1     |
| 1985   | 80cc   | Krauser           | 7     | 2   | 7   | 5  | 86   | 1     |
| 1986   | 80cc   | Krauser           | 9     | 1   | 5   | 3  | 82   | 3     |
| 1987   | 80cc   | Krauser           | 10    | 1   | 6   | 1  | 75   | 4     |
| 1988   | 80cc   | Krauser           | 7     | 1   | 3   | 0  | 77   | 3     |
| 1988   | 125cc  | Honda             | 9     | 0   | 0   | 0  | 2    | 37    |
| 1989   | 80cc   | Krauser           | 6     | 0   | 3   | 6  | 80   | 2     |
| 1989   | 125cc  | Aprilia           | 9     | 0   | 0   | 0  | 0    | —     |
| 1990   | 125cc  | Aprilia           | 7     | 0   | 0   | 0  | 0    | —     |
| Всього | Всього | Всього            | 159   | 18  | 58  | 34 | 1080 |       |